# Wapedia

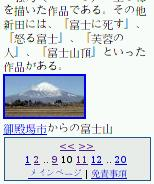
Wapedia上のページ「富士山」

Wapedia（ワペディア）は、Taptu社によって提供されていた、フリー百科事典のウィキペディアの内容を携帯機器で表示するAndroid用アプリである。2013年11月4日を最後にサービスが停止された。Wapediaという名称は、WAP（Wireless Application Protocol）とWikipediaから造られたかばん語である。

## 特徴
ウィキペディアを運営するウィキメディア財団ではなく、民間企業によって運営されていたサービスである。日本語を含む多数の言語にも対応しており、要望があればその他の言語の追加も検討される。
ウィキペディア内では、携帯機器用のページとして「メインページ (携帯版)」や「メインページ (PDA版)」が提供されているが、ワペディアは以下の点でより携帯機器に適した最適化が行われている。
- 長いページはページごとに小さく分けるようになっており、携帯電話のような小さい画面での参照に適すよう設定されている。
- 画像は携帯電話の画面性能に合うように縮小した状態で参照できるようになっている。
- ウィキペディアのサーバーとは別に独自のサーバーを利用しており、高速な記事検索・参照が可能となっている。また、独自サーバーであるため、ウィキペディアが利用できないような状況であっても利用が可能である。なお、独自サーバーであるが、ウィキペディアで更新された記事の最新版がすぐに参照できるようになっている。
- WMLと、携帯電話用のXHTMLをサポートしており、デバイスによって最適なフォーマットを自動的に検知することができる。
- 画像の大きさを変更したり、メインページの長さを自由に変更できたりするなどのオプションが用意されている。

## 日本語版
日本の携帯電話・PHSなどで閲覧が可能である。しかし、一部の携帯電話では日本語版のサイトを正しく表示できない場合がある。

### ユニットメンバー
1. ↑  “知りたいことを素早くWikipediaで検索 「ワペディア」”. ITmedia Mobile (アイティメディア). (2012年1月10日) 2022年5月6日閲覧。